# Areogramma
L'areogramma è un tipo di rappresentazione grafica circolare in cui le diverse percentuali dei risultati di un'indagine statistica sono visualizzate da aree proporzionali di una figura geometrica piana o tridimensionale. Questo tipo di rappresentazione è molto adatto per operare confronti fra diverse grandezze in percentuale, senza necessariamente riferirsi ad un totale.
Quando è importante evidenziare il riferimento a un totale si usa invece il diagramma a torta (nel quale le varie frequenze percentuali o relative sono raffigurate da spicchi di un'area circolare).
Il diagramma a torta è sempre un areogramma.
Altri tipi di areogramma sono:
- il diagramma a tabella, rappresentato da una griglia divisa in settori;
- i diagrammi a bolle, in cui l'area di ogni cerchio corrisponde alla frequenza.
- gli istogrammi, in quanto hanno base proporzionale all'ampiezza della classe ed altezza uguale alla densità di frequenza (ossia al rapporto tra frequenza assoluta ed ampiezza della classe), pertanto la loro area è proporzionale alla frequenza che rappresentano.

I grafici a barre, come per esempio i grafici a colonne e grafici a nastri, invece, non sono areogrammi in quanto la frequenza che rappresentano corrisponde alla loro altezza e non all'area.

## Esempi

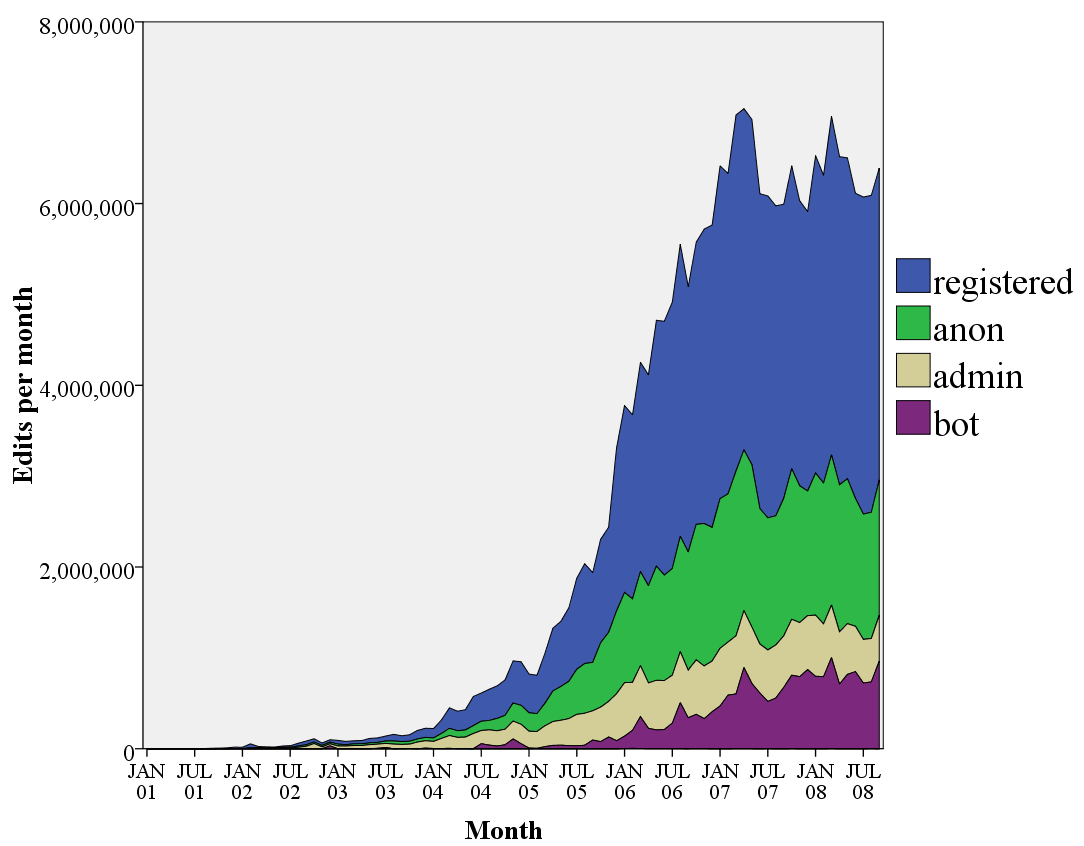
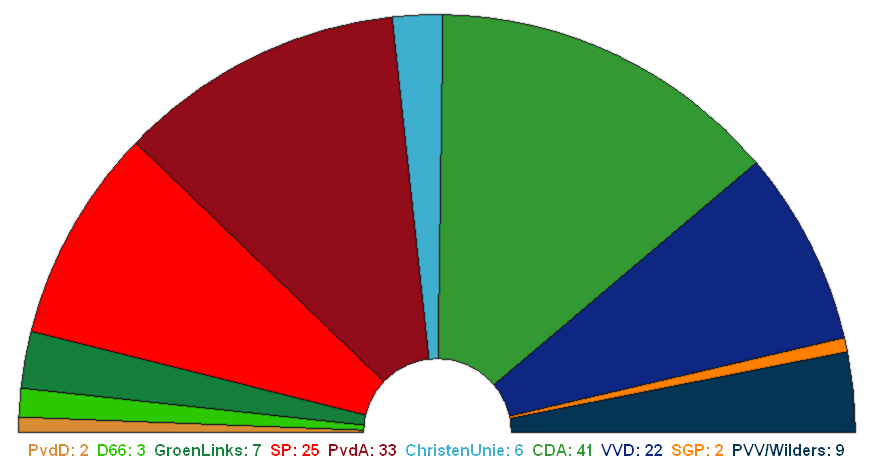
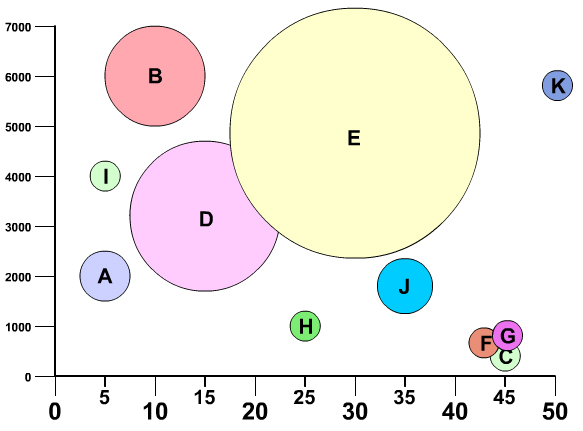